# Гларнер, Фриц
Фриц Гларнер (англ. Fritz Glarner; 20 июля 1899, Цюрих — 18 сентября 1972, Локарно) — швейцарский и американский художник-абстракционист середины XX века.

## Жизнь и творчество
Детство будущего абстракциониста, за вычетом непродолжительного пребывания в Шартре и в Париже, прошло в южном итальянском Неаполе. Здесь же, в Академии изящных искусств, в 1914—1920 он получил первоначальное художественное образование.
В 1923 году он живёт в Париже, где берёт уроки в Академии Коларосси. Гларнер знакомится с многими представителями художественного авангарда, но в ту пору он безраздельно остаётся под влиянием постимпрессионизма, и, в особенности, Сезанна, что отразилось в преобладании в его полотнах того времени резких, гранёных форм (ступени лестниц, столы, мольберты).
Первая персональная выставка Фрица Гларнера прошла в 1926 году в Париже.
В 1936 году, после годичного пребывания в Цюрихе, Гларнер эмигрирует в США, и поселяется в Нью-Йорке.
Многим в своём дальнейшем художественном развитии Гларнер обязан теории Пита Мондриана, с которыми он был коротко знаком на протяжении последних двух лет жизни Мондриана в Нью-Йорке (1942—1944).
С 1944 года Гларнер — участник объединения американских абстрактных художников (англ. American Abstract Artists; участвует в совместных с Йозефом Альберсом и Бургойном Диллером выставках.

## Изображения в сети
- Фриц Гларнер (сидит) и Тони Тоул (англ. Tony Towle, р. 1939). Фото: Ханс Намут (англ. Hans Namuth, 1915–1990)
- Painting No. 64, 1953, холст, масло 50.8 × 50.8 см
- Relational Painting, Tondo #40 / 1956
- Relational Painting, Tondo #37. 1955, доска, масло. Диаметр 48 см. Коллекция MoMA, Нью-Йорк
- Relational Painting, Tondo #36. 1956

## Собрания
- Метрополитен-музей, Нью-Йорк
- Музей американского искусства Уитни, Нью-Йорк